# Lauri Kristian Relander
Lauri Kristian Relander (31 tháng 5 năm 1883 - 9 tháng 2 năm 1942) là Tổng thống thứ hai của Phần Lan (1925-1931). Là một thành viên nổi bật của Liên đoàn Nông nghiệp, ông từng là thành viên của Quốc hội, và là Chủ tịch, trước khi ông được bầu làm Tổng thống.

## Tiểu sử
Relander (tiếng Thụy Điển phát âm: [relandər], Tiếng Phần Lan: [relɑnder]) sinh ra ở Kurkijoki, ở Karelia, con của Evald Kristian Relander, một nhà nông học và Gertrud Maria Olsoni. Ông được đặt tên thánh Lars Kristian (tiếng Thụy Điển: [lrsrs krɪstian]), nhưng ông Finnicized forenames của mình cho Lauri Kristian (Phần Lan: [lɑuri kristiɑn]) trong thời gian của mình ở trường. Relander theo chân các bậc cha của mình bằng cách ghi danh tại Đại học Helsinki năm 1901 để nghiên cứu nông học. Ông đã có bằng Cử nhân đầu tiên của Triết học năm 1905, và thứ hai của ông - trong Nông học - năm sau. Năm đó cũng chứng kiến cuộc hôn nhân của ông với Signe Maria Österman (1886-1962). Họ có hai con, Maja-Lisa (1907-1990) và Ragnar (1910-1970).
Theo một số người đương thời, ít nhất thì Đảng Dân chủ Thụy Điển đã bỏ phiếu cho Relander vì vợ ông đã từng là một người Thụy Điển Phần Lan. Câu chuyện này có thể là một phần không chính đáng, bởi vì Ryti cũng có một người vợ Phần Lan và Thụy Điển. Mặt khác, Ryti đã vận động như một "con trai nông dân Phần Lan". Sự phản đối mạnh mẽ của phe cánh tả đối với Chủ tịch Progressive (liberal) Ståhlberg, thành viên của Ryti trong cùng một đảng, và ít nhất một số mong muốn của các chính trị gia nghề nghiệp về một Chủ tịch dễ tiếp cận hơn và ít độc lập hơn có thể phần nào giải thích chiến thắng của Relander. Hai yếu tố quan trọng khác cần được đề cập đến: Relander là một thành viên tích cực của tổ chức quân sự tự nguyện Suojeluskunta (Civil Guard) và ông đã chấp nhận quan điểm thế giới cánh hữu điển hình của các cựu chiến binh White của cuộc nội chiến rõ ràng rõ ràng hơn cả Ryti. Cũng như mọi người, Relander và Ryti rất khác nhau: dù có bằng tiến sĩ, Relander là một người nói nhiều và hoạt động xã hội hơn là Ryti trí thức và chu đáo.
Vào cuối mùa thu năm 1930, Relander nhận ra rằng ông sẽ không được tái đắc cử, vào mùa đông năm 1930-31, ông đã phá hoại triển vọng của đồng nghiệp nông dân League và đối thủ Kyösti Kallio, để Pehr Evind Svinhufvud, cựu Thủ tướng của Relander, được bầu. Theo quan điểm của Relander, Kallio đã không nói chuyện thẳng thắn với anh ta và bị theo dõi đằng sau lưng để làm suy yếu chức vụ Tổng thống của anh ta và giúp các đối thủ chính trị của anh ta. Theo ý kiến của Kallio, Relander là một chính trị gia thiếu kinh nghiệm, người có lý tưởng cao nhưng không đủ thông minh để thực hiện chúng..
Sau nhiệm kỳ của Tổng thống, ông làm việc từ năm 1931 đến 1942 với tư cách là Tổng Giám đốc của Suomen maalaisten paloapuyhdistys, một công ty bảo hiểm cứu hỏa cho người dân nông thôn. Relander qua đời vào năm 1942 vì suy tim.